# Zeta colonus
Zeta colonus är en stekelart som först beskrevs av Henri Saussure 1852.  Zeta colonus ingår i släktet Zeta och familjen Eumenidae. Inga underarter finns listade i Catalogue of Life.